# Pangani
Den här artikeln behandlar staden Pangani, för floden, se Pangani (flod)

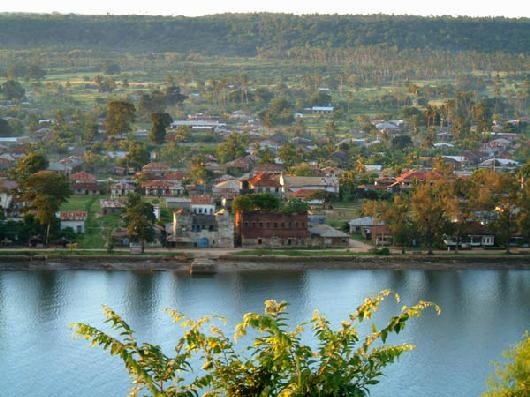
Pangani

Pangani är en stad i nordöstra Tanzania, 45 km söder om Tanga, vid Panganiflodens mynning. Staden har 8 000 invånare.

## Historia
Arkeologer har funnit spår av en bosättning från 1400-talet nära Pangani, men det var på 1800-talet staden växte fram. På 1860-talet upprättades stora socker- och kokosnötsplantager i Mauya, strax väster om staden.
Abushiri ibn Salim al-Harthi var plantageägare i Pangani och ledde motståndet mot Tysk-östafrikanska kompaniet på 1880-talet. Han dömdes till döden och hängdes. 